# Notre-Dame-de-Stanbridge
Pour les articles homonymes, voir Notre-Dame et Stanbridge.
Notre-Dame-de-Stanbridge est une municipalité du Québec, incorporée dans la municipalité régionale de comté de Brome-Missisquoi, dans la région administrative de l'Estrie.

## Géographie

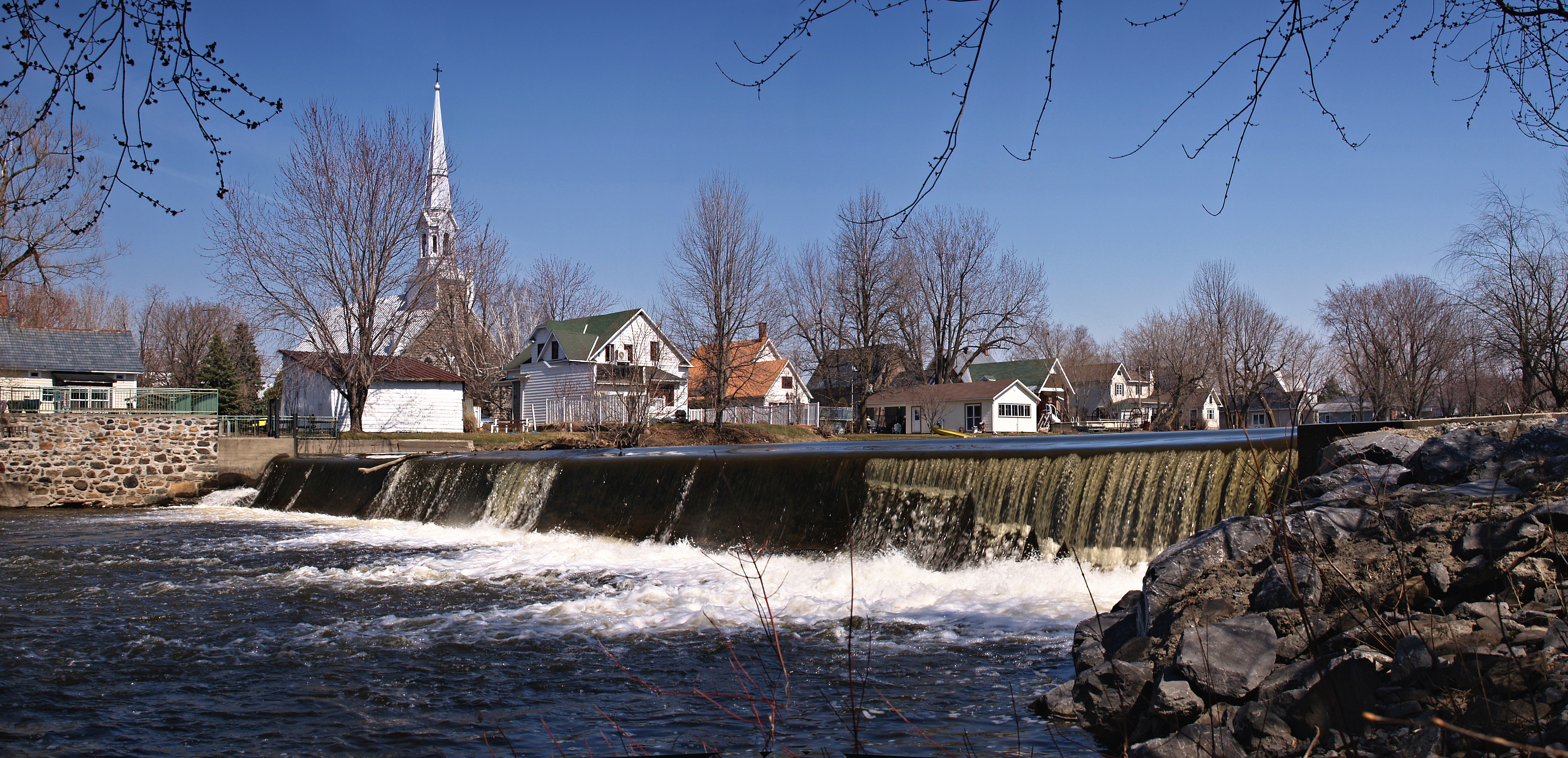
La rivière aux Brochets.

Notre-Dame-de-Stanbridge est implantée à l'est du Richelieu, à une quinzaine de kilomètres au sud de Farnham.
La municipalité est assise sur les rives de la rivière aux Brochets. Enclose dans le territoire du canton de Stanbridge et dans celui de la paroisse évoquée qui comprenait, à l'origine, une partie du canton ainsi que des portions des seigneuries Sabrevois et de Noyan, la municipalité a été érigée en 1889.

## Toponymie
Son nom évoque un village du Bedfordshire anglais. Elle tire également son nom du canton dans laquelle elle était située, soit le canton de Stanbridge.

## Histoire
La paroisse de Notre-Dame-des-Anges-de-Stanbridge a été érigée canoniquement en 1845. Leurs ancêtres œuvraient jadis dans le domaine de la culture de la terre et du travail en forêt. De nos jours, la population est cosmopolite et formée de citoyens d'origine suisse, hollandaise, belge, américaine, allemande, irlandaise et québécoise.
Le 4 avril 2009, celle-ci changea son statut de municipalité de paroisse pour celui de municipalité.

## Démographie
| 1991 | 1996 | 2001 | 2006 | 2011 | 2016 | 2021 |
| ---- | ---- | ---- | ---- | ---- | ---- | ---- |
| 808  | 814  | 712  | 728  | 660  | 668  | 691  |

## Administration
Les élections municipales se font en bloc pour le maire et les six conseillers.
| Notre-Dame-de-Stanbridge Maires depuis 2001                                                                          |                           |                                  |          |
| Élection | Maire                     | Qualité                          | Résultat |
| 2001 | Michel Pelletier          |                                  | Voir     |
| 2005 | Michel Pelletier          | Voir                             |          |
| 2009 | Ginette Simard Gendreault |                                  | Voir     |
| 2013 | Ginette Simard Gendreault | Voir                             |          |
| 2017 | Daniel Tétreault          | Conseiller municipal (2009-2017) | Voir     |
| 2021 | Daniel Tétreault          | Conseiller municipal (2009-2017) | Voir     |
| Élection partielle en italique Depuis 2005, les élections sont simultanées dans toutes les municipalités québécoises |                           |                                  |          |

## Lieux et monuments

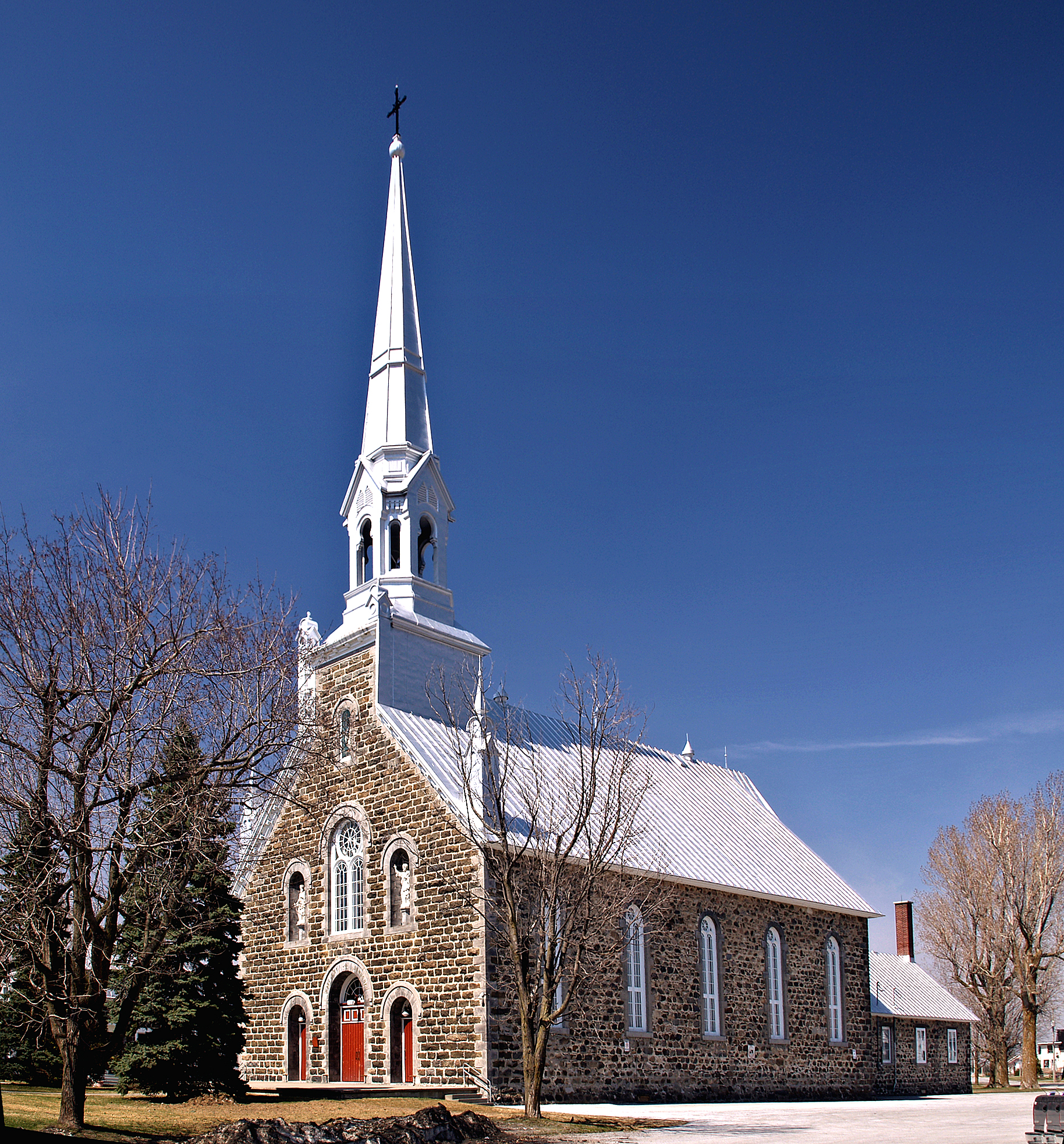
L'église Notre-Dame des Anges

- L'église paroissiale Notre-Dame des Anges
- Le pont Des Rivières, pont couvert de 1884 sur la rivière aux Brochets.

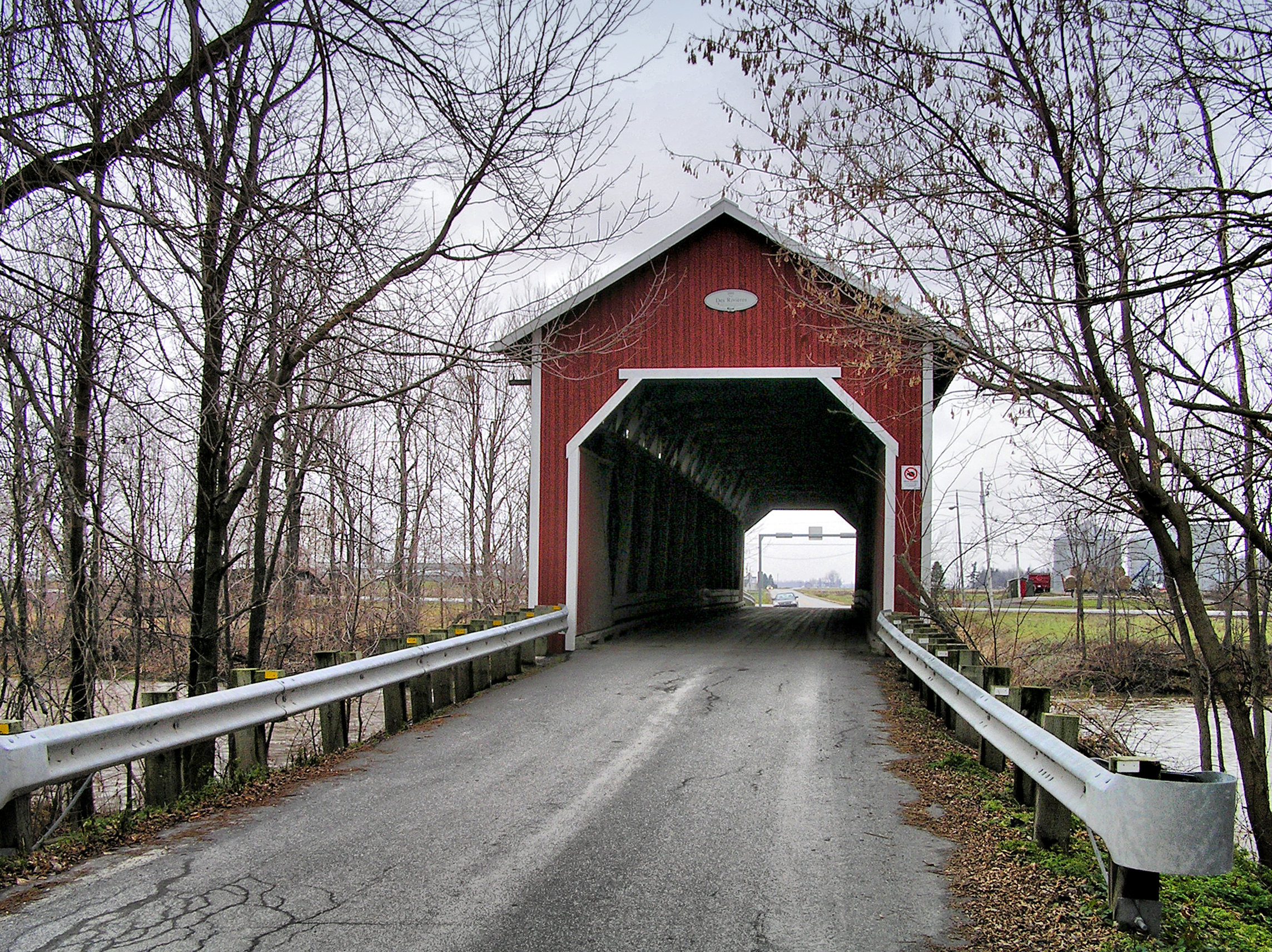
Pont des Rivières
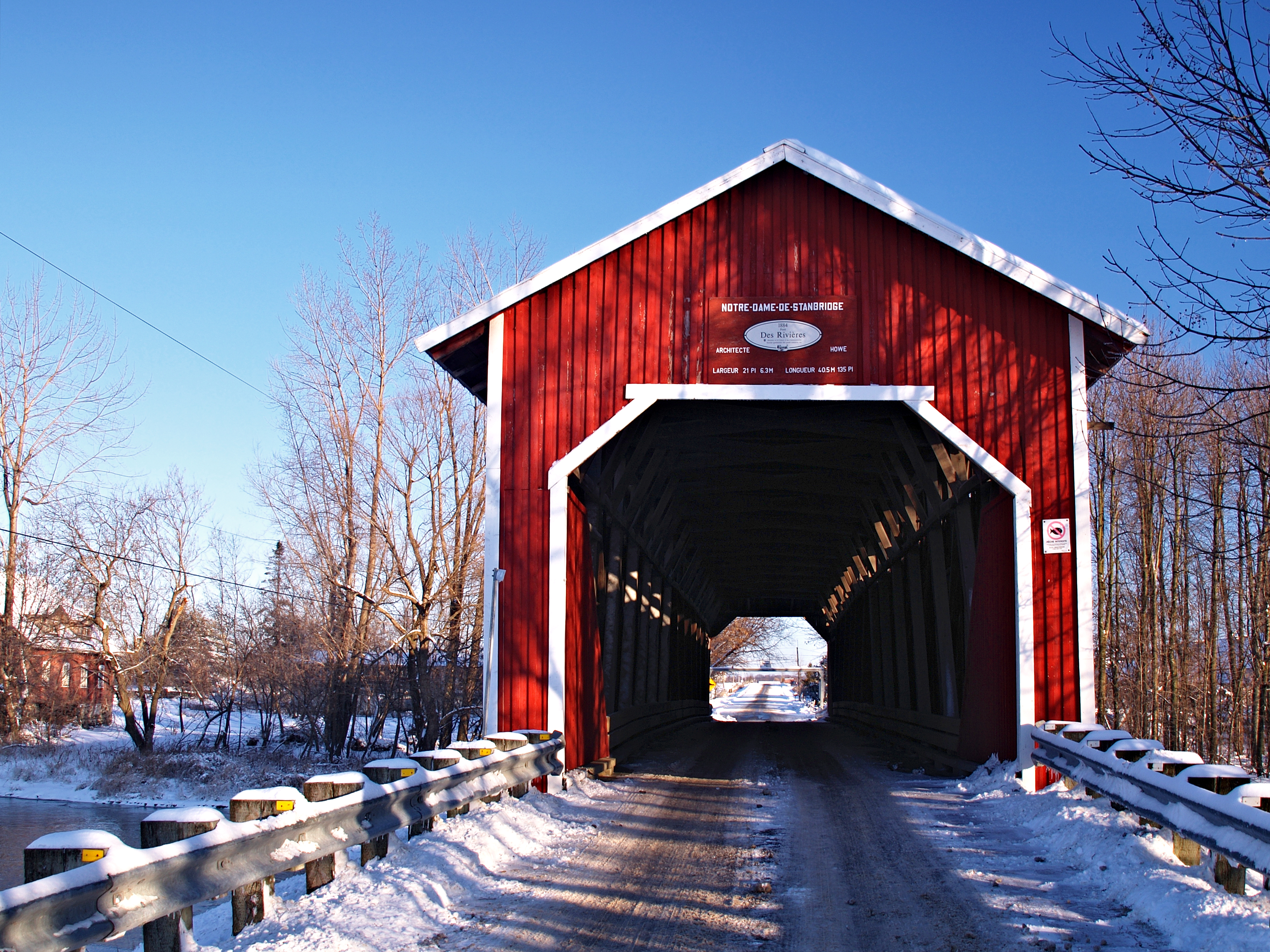
Pont des Rivières enneigé
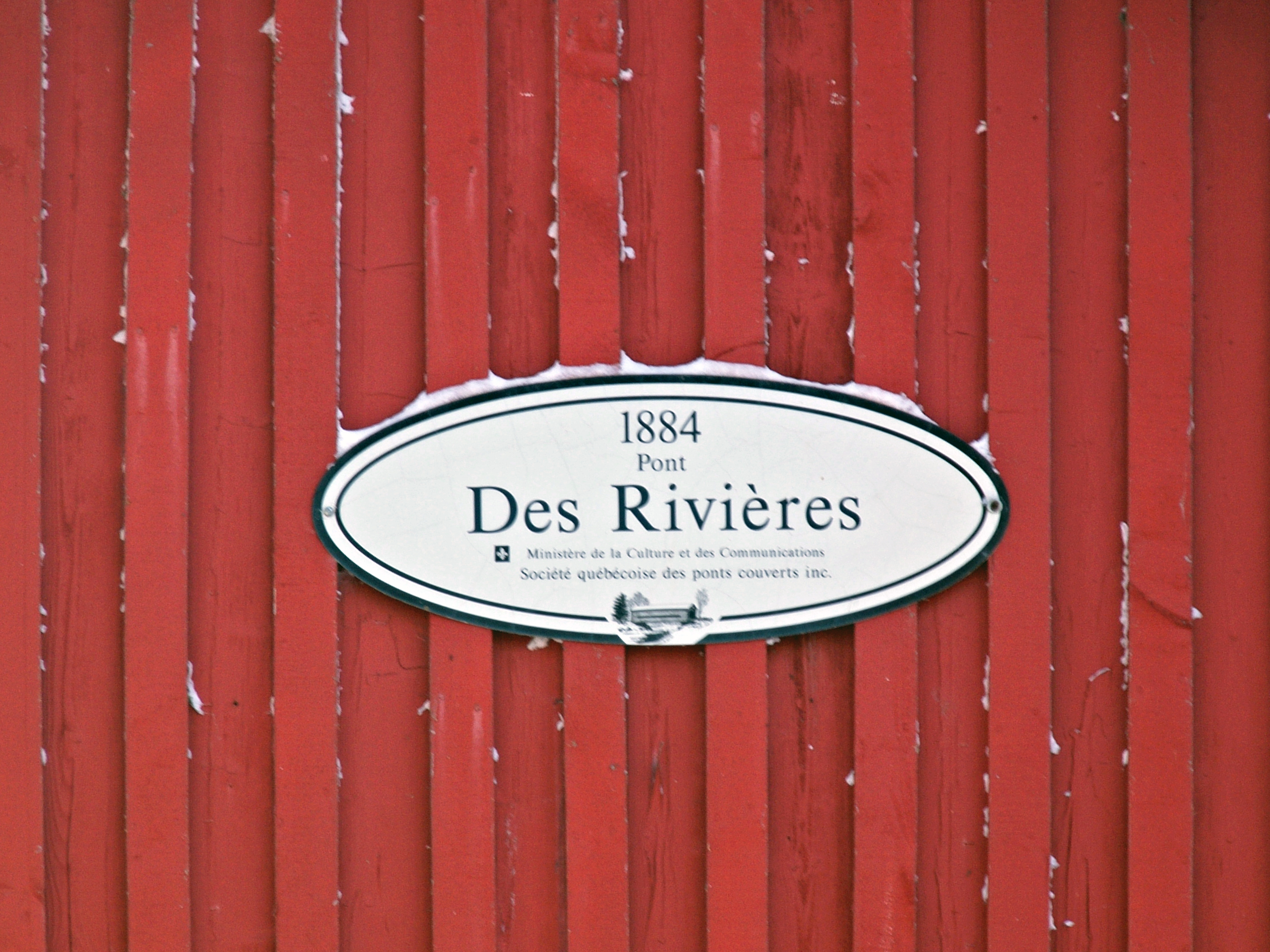
Panneau toponymique de la Société québécoise des ponts couverts inc.
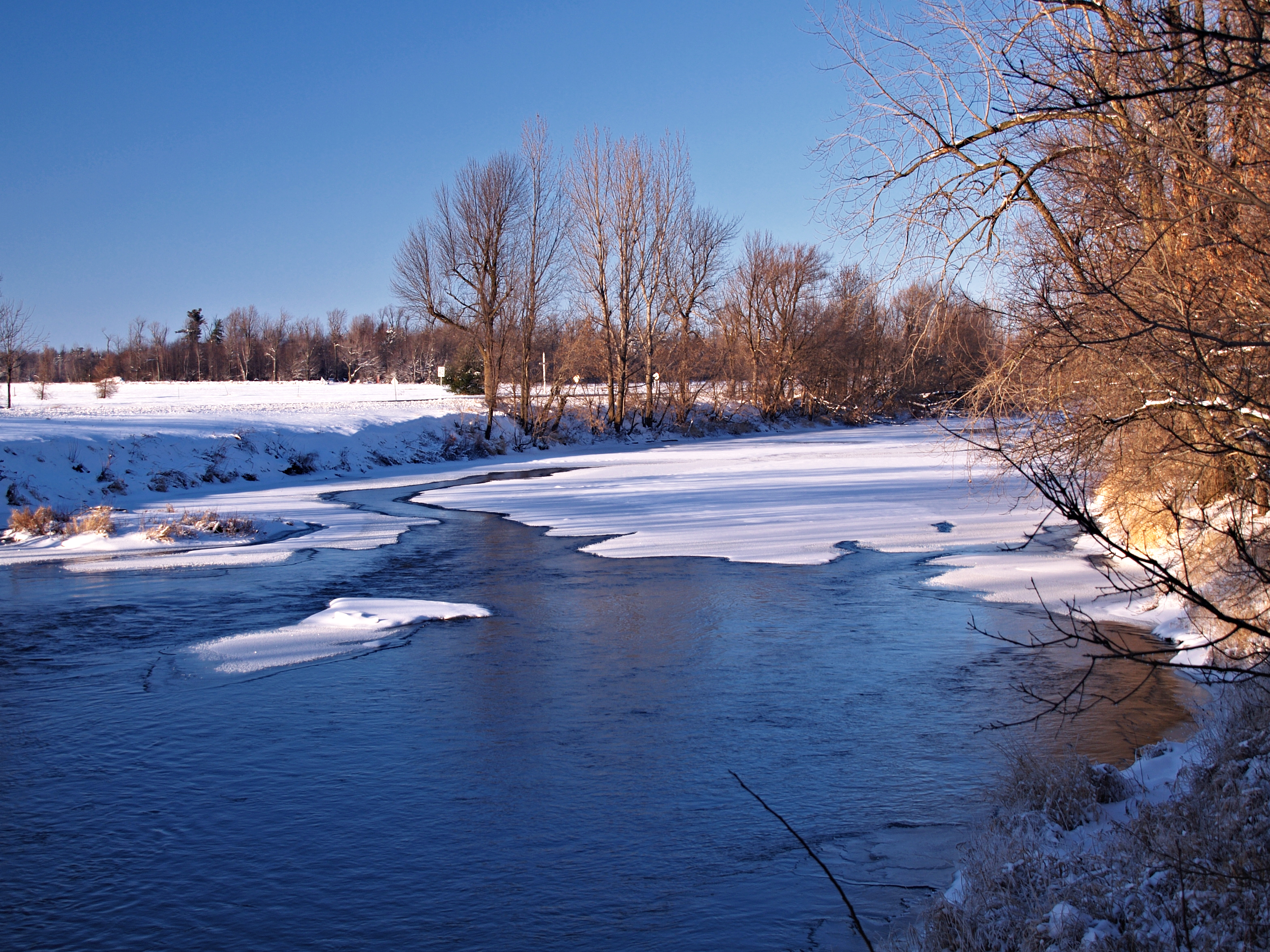
La rivière aux Brochets en amont du pont couvert
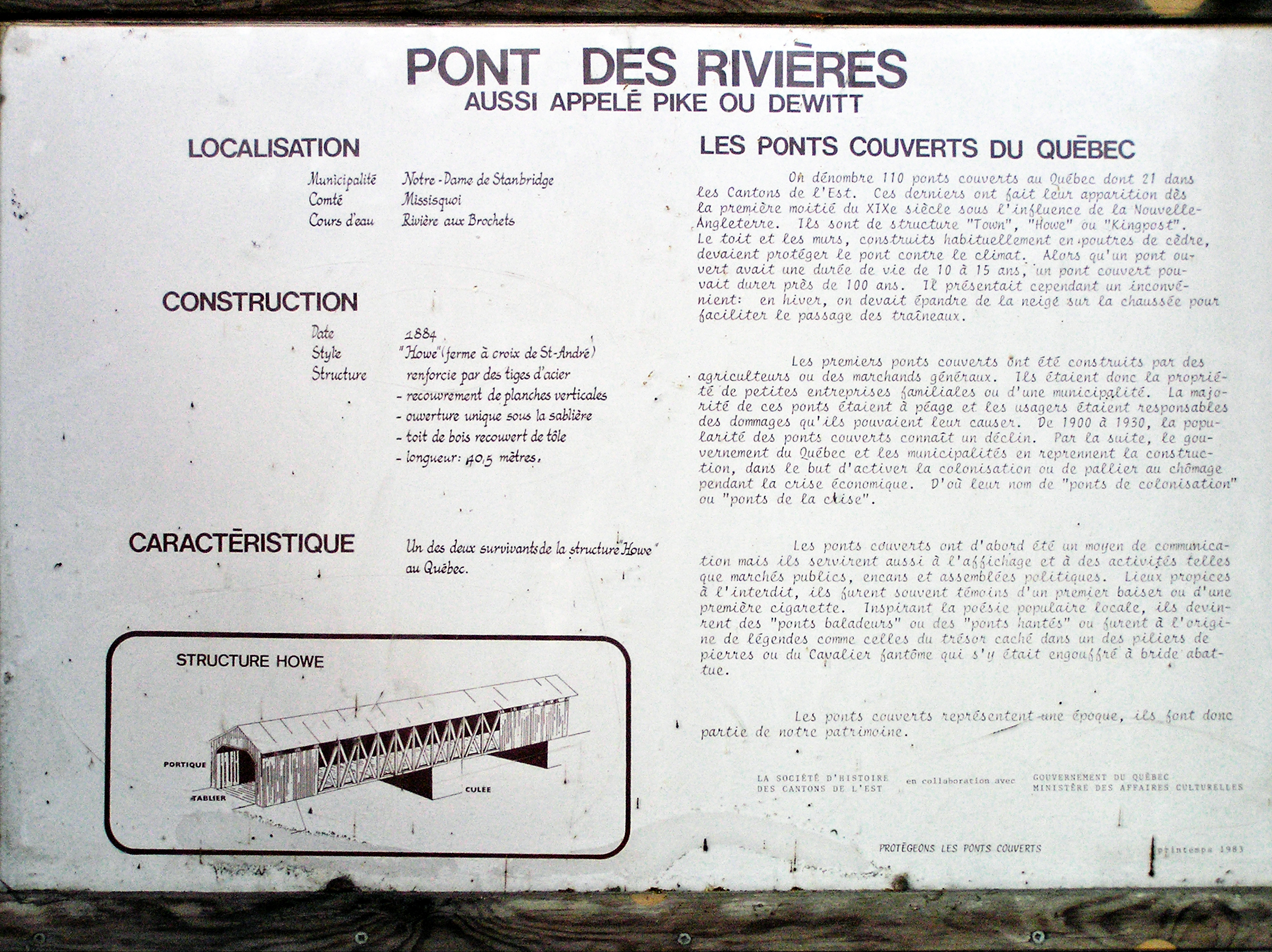
Information sur le pont Des Rivières et sur les ponts couverts (printemps 1983)